# Suzy
Suzy – miejscowość i dawna gmina we Francji, w regionie Hauts-de-France, w departamencie Aisne. W 2013 roku populacja ówczesnej gminy wynosiła 317 mieszkańców. 
W dniu 1 stycznia 2019 roku z połączenia dwóch ówczesnych gmin – Cessières oraz Suzy – powstała nowa gmina Cessières-Suzy. Siedzibą gminy została miejscowość Cessières. 